# One HarbourGate

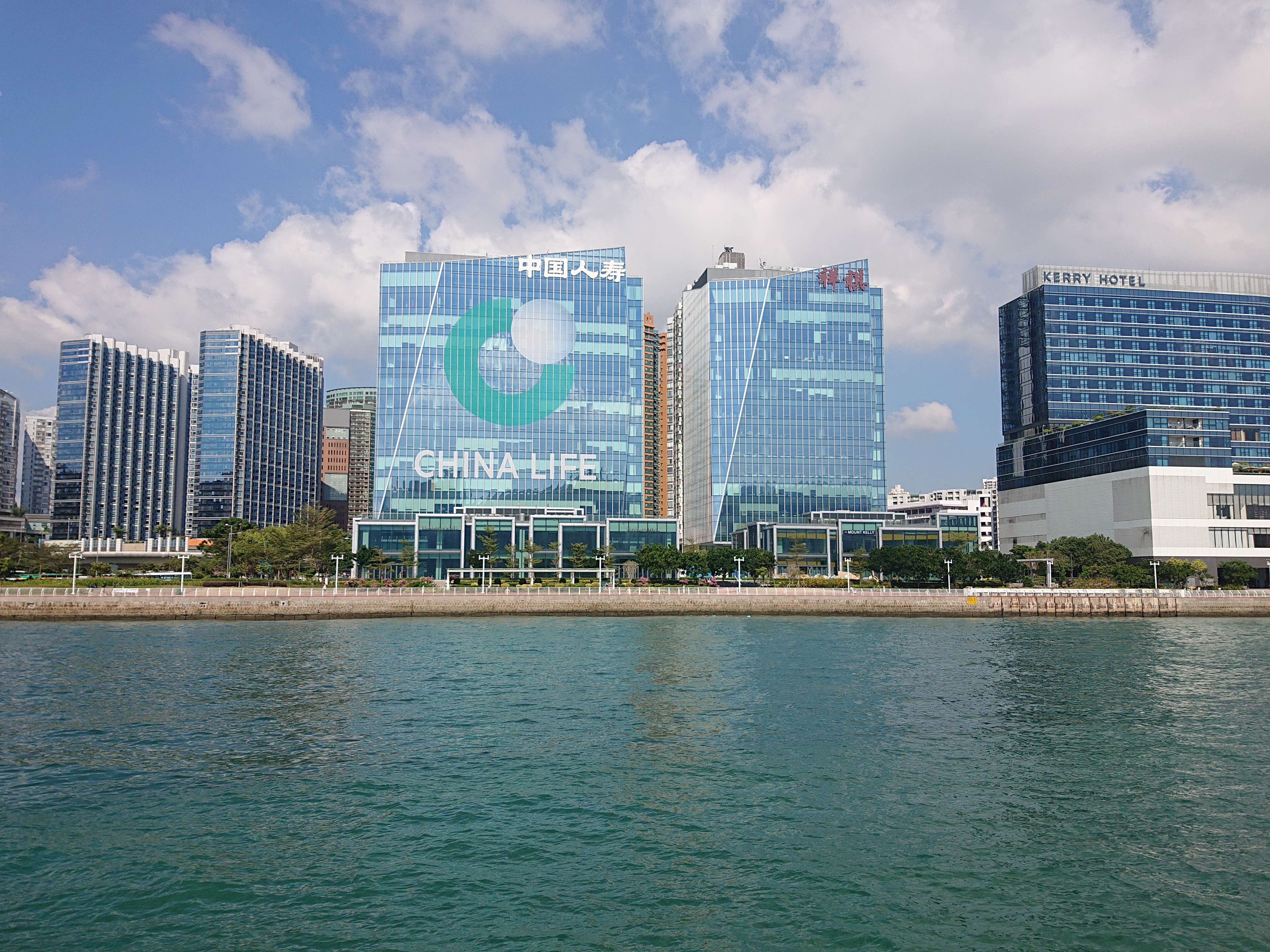
One HarbourGate

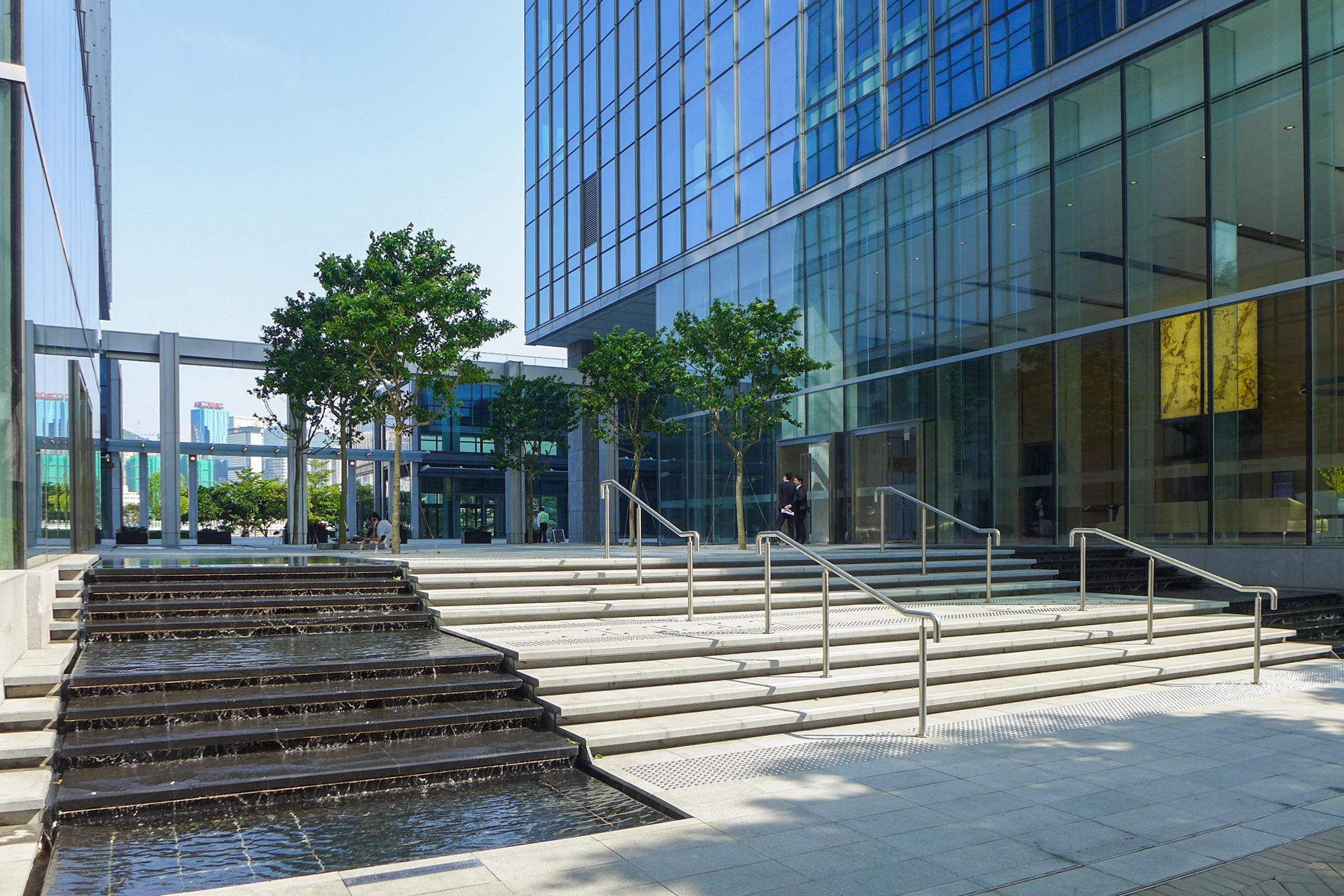
One HarbourGate正門入口

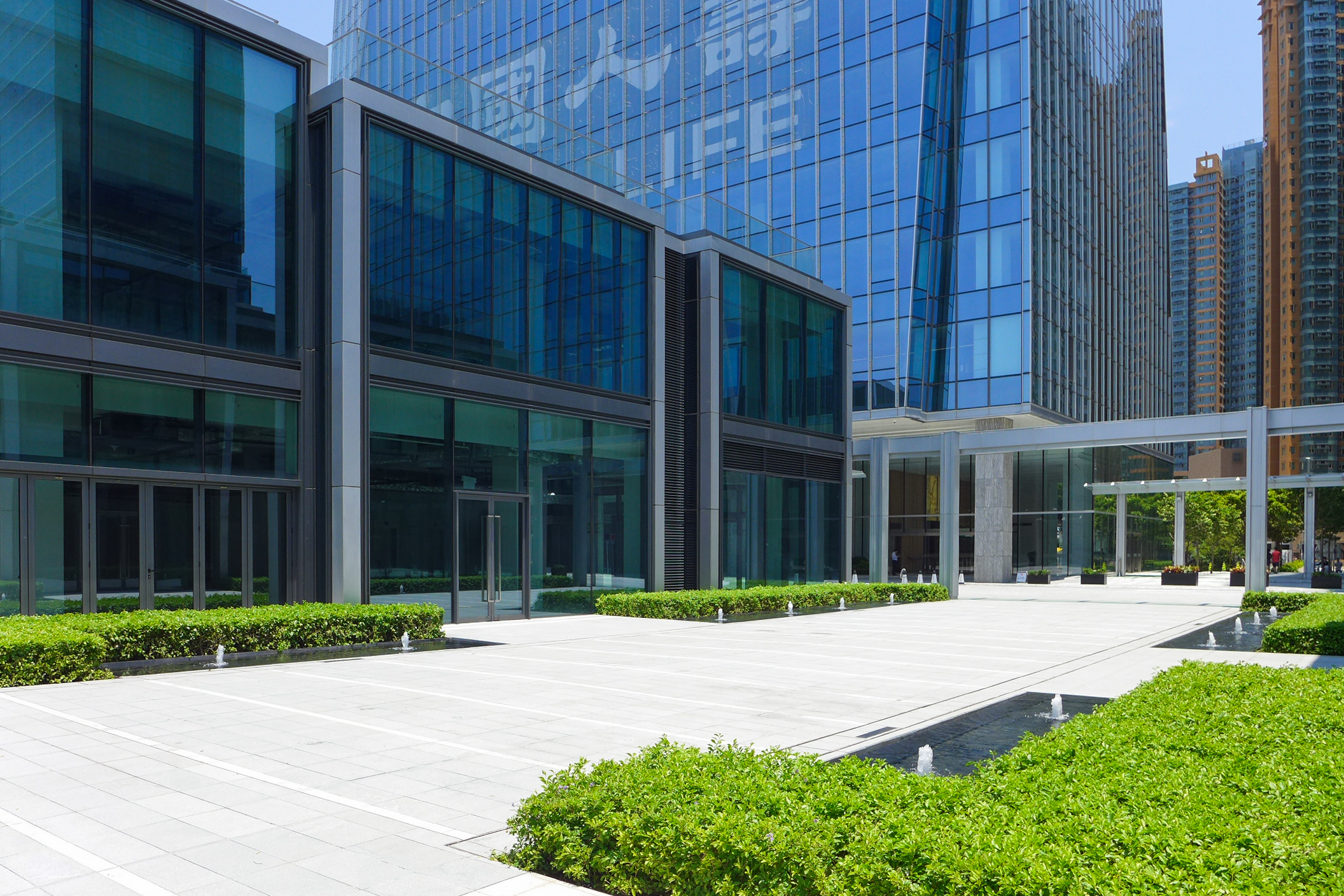
One HarbourGate 對出的HarbourWalk商舖大樓仍空置中

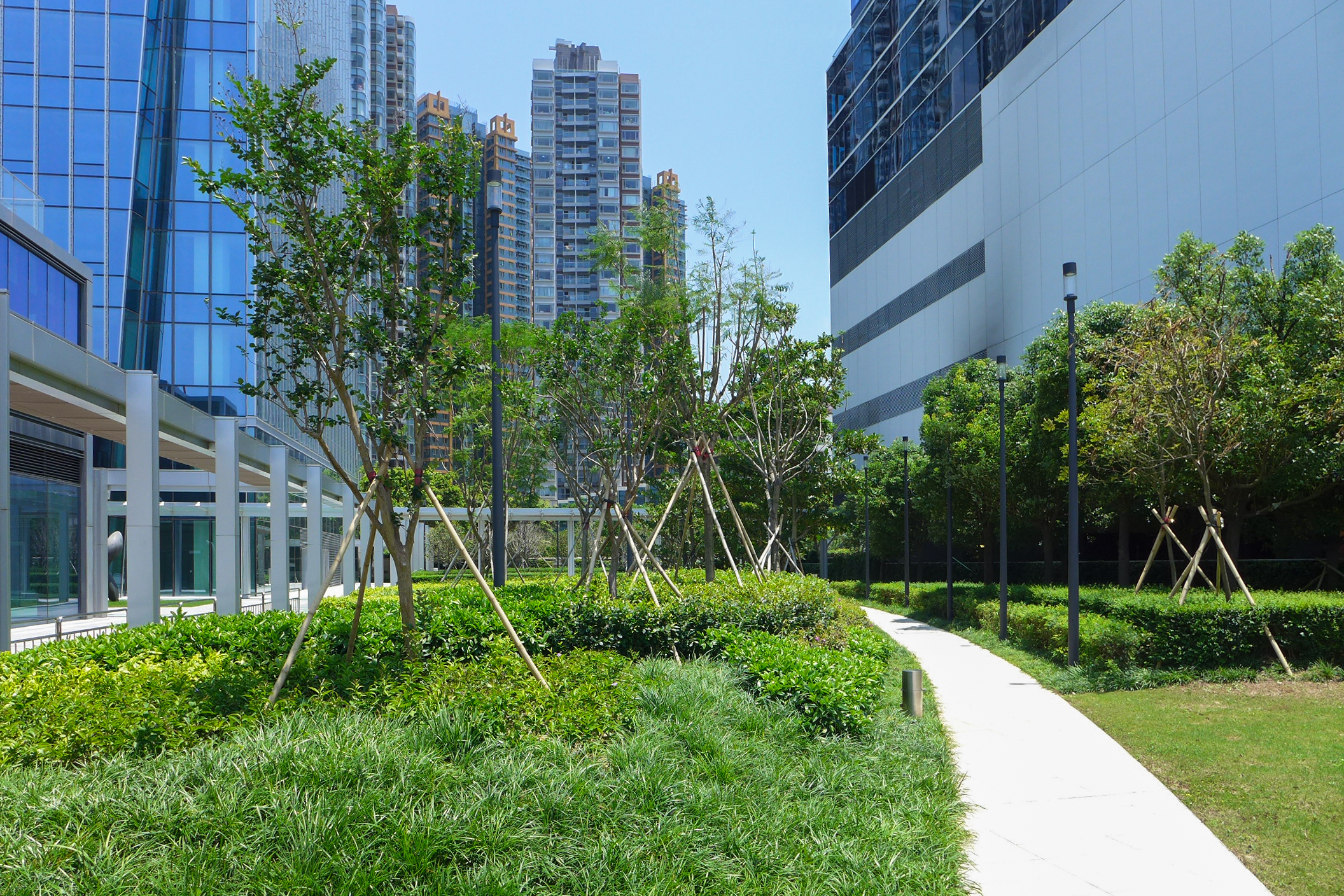
One HarbourGate的戶外花園，一直用鐵馬封閉不作開放，左方設有蓋行人道連接紅磡海濱花園

One HarbourGate是位於香港紅磡灣紅鸞道18號的甲級全海景寫字樓項目，鄰近香港嘉里酒店。共建有建4幢物業，分別為兩座商廈及兩座商舖。項目由會德豐地產發展、建築公司PLP及呂元祥建築師事務所設計，協興建築承建的商廈，於2016年年底落成（9年前）。

## 簡介
2011年，會德豐以40.28億元擊退長實、新地及信和等對手，投得紅磡灣紅鸞道商業地，每方呎樓面地價為6,827元，其後向城規會申請規劃許可。
2013年12月開始動工興建，包括西座及東座兩幢甲級商廈及兩幢臨海商舖在內，總樓面面積約共67萬5000平方呎。東、西兩座商廈樓高15層，東、西兩座商舖則樓高2層。
2015年11月，中國人壽保險（海外）以58.5億港元購入全幢西座商廈及西座商舖作香港營運總部，並名為中國人壽中心，呎價約1.49萬元，成為九龍區歷來最大宗的全幢商廈成交。
2016年7月，深圳地產投資公司祥祺集團以45億港元購入全幢東座商廈作為該集團香港總部（而總部設於18樓），呎價約16071元，並命名為祥祺中心。作價位列全港寫字樓最高成交金額的第六位。同時以月租逾16萬元招租其大廈LED外牆，成為全港最大面積招租的甲廈外牆廣告。到2018年11月，立法會九龍西補選前，出現「請支持陳凱欣」巨型霓虹燈飾。
2017年4月，國際小學香港凱莉山學校租用祥祺中心B座地下、一樓及頂樓，連同6個車位，合共約2.24萬方呎，作為小學校舍，租期由2017年4月至2023年4月，合共六年。今年至2020年的月租為約181萬元，呎租約81元。其後三年月租加近一成至199萬元，呎租89元。以六年租期計算，總月租支出高達1.368億元。校方並向城規會申請更改用途。但2017年9月遭到否決，學校隨即提出覆核申請。但規劃署仍然不支持申請，指計劃不符合該處用途，會影響紅磡海濱的活力及吸引力。到2019年7月，凱莉山入稟高等法院向祥祺中心追討事先繳交逾613萬港元的訂金，及逾387萬港元的裝修費用，並要求法庭廢除凱莉山與祥祺中心之間的租約。
同年8月，一意大利品牌以180萬元承租中國人壽中心B座地下1、2號舖及一樓舖位，物業總面積約36,000方呎，計劃開設高檔綜合超級市場及食肆，但自今仍未成事。
2018年初，佳能租用中國人壽中心3及5樓作總辦事處（郵寄地址為5樓），成為繼中國人壽（海外）後，第二個入駐中國人壽中心的租戶。
2019年2月，戴德梁行公布香港永明金融承租祥祺中心約13萬方呎樓面和155個地下停車場車位，作為香港總部，而受颶風山竹吹襲影響的索尼音樂娛樂（香港）也在2021年元宵遷入中國人壽中心。永明金融同時將東座商舖改為客戶服務中心，員工餐廳SunDay Cafe，容納300人的禮堂和永明才俊學院，於2020年1月開幕。
2023年3月30日，《明報》發現祥祺集團董事長陳紅天購入的祥祺中心在3月底已經被恒生銀行接管，並委託羅兵咸永道（PwC）作接管人。同年5月，第一太平戴維斯獲接管人委任為獨家代理，全球公開招標出售大廈27.9萬平方呎樓面和155個車位，截標日期為2023年8月28日。市場人士估計現時物業市值約50億元。
2024年，香港都會大學以約26.5億港元購入祥祺中心，並命名為「都大中心」。

## 租戶及用戶
下列為One HarbourGate部分租戶及用戶樓層分佈：

### 中國人壽中心
- 16樓：中國人壽保險股份有限公司
- 10樓：索尼音樂娛樂（香港）（1001室）、中煙國際（香港）有限公司（1002室）
- 8樓：中國人壽信託有限公司（801室）
- 7樓：The Nuance Group（HK）Ltd（701室）
- 6樓：碧桂園地產（香港）有限公司（601室）、益普索亞洲有限公司（Ipsos Asia Limited）
- 3樓及5樓：佳能香港有限公司
- 2樓及12樓：中国人壽保險（海外）股份有限公司

### 都大中心（前稱祥祺中心）
- 17樓：祥祺集團
- 11樓：美捷時包裝國際有限公司（1102室）
- 10樓：大成糖業控股有限公司、大成糖業（香港）有限公司、大成生化科技集團有限公司（1002室）
- 5樓：OtterBox Hong Kong Ltd（502-503室）
- 3樓：奧托博克亞洲太平洋有限公司（301室）、永明資產管理（香港）有限公司
- 2樓、6-9樓及16樓：香港永明金融總部
- 1樓：Air Fitness

## 特色
兩座大樓之間設闊15米的通風廊，地下大堂樓高9.9米，保安亦嚴密，除設有入閘機外，周邊亦有大量保安看守。到2019年反修例運動至2020年期間，大廈外圍更加設了水馬。大廈提供6或7部升降機通往各層。外圍設有蓋行人道連接紅磡海濱花園。東座設24小時通道連接有蓋行人天橋往維港·星岸。

## 興建圖片

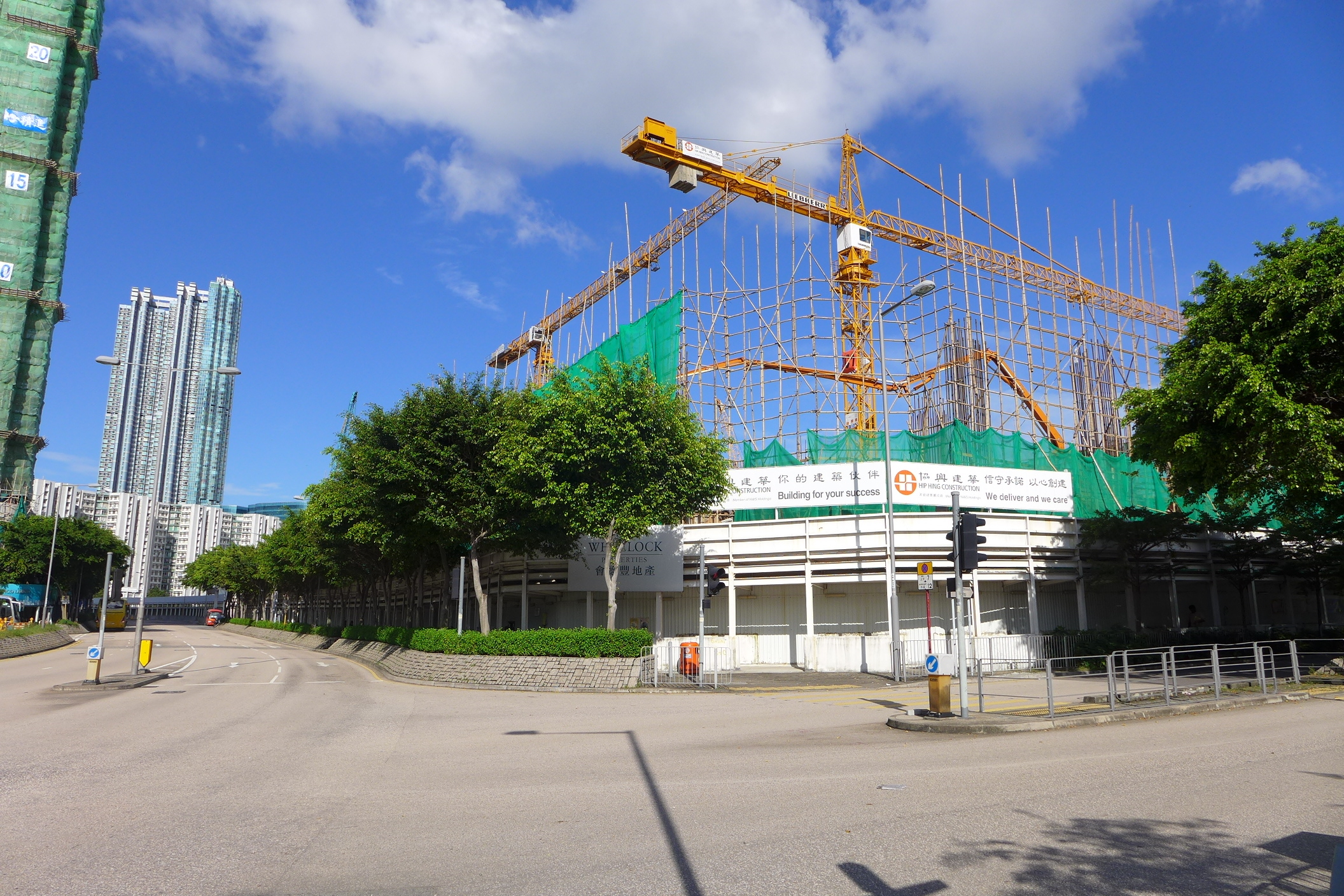
2014年8月
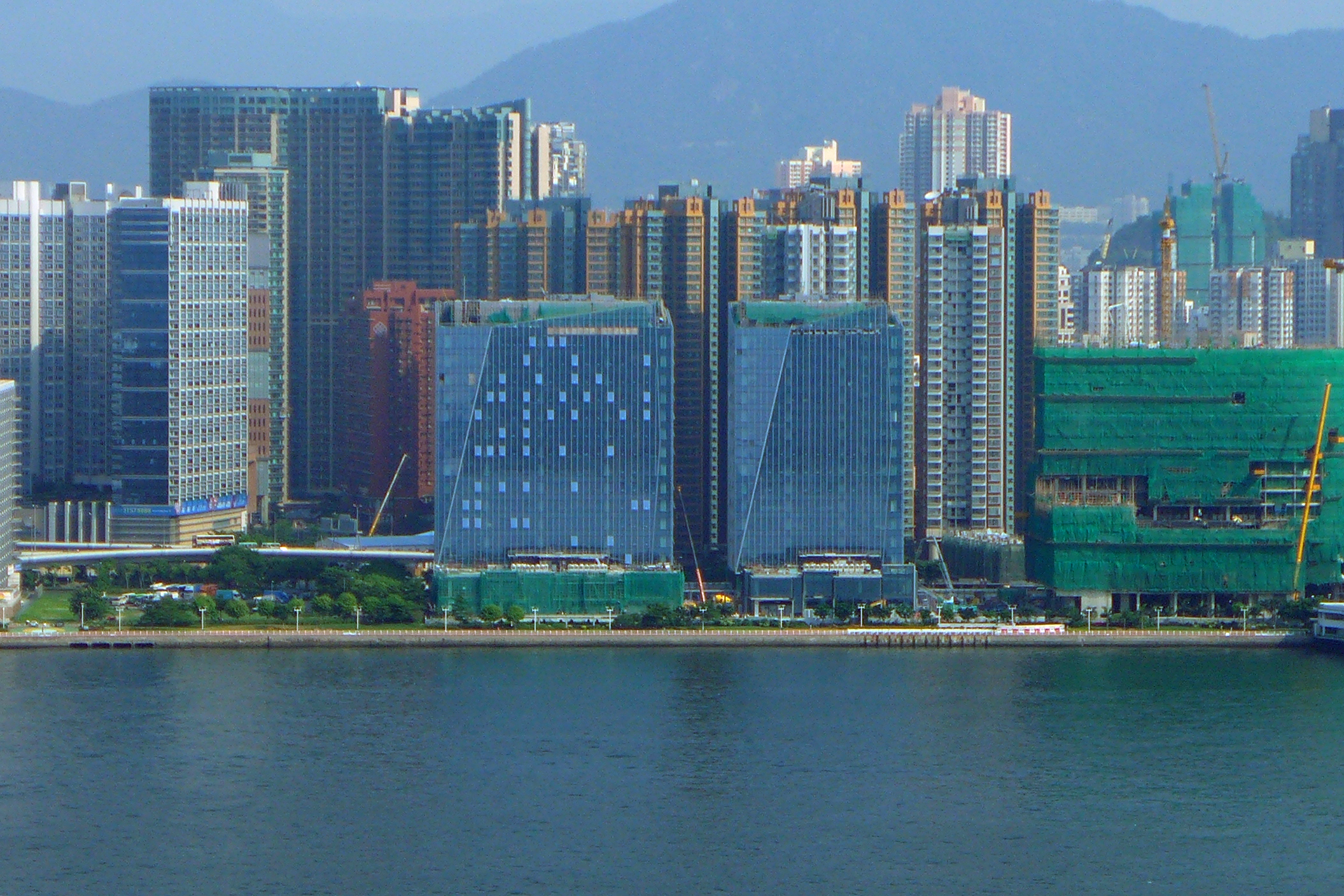
2015年8月
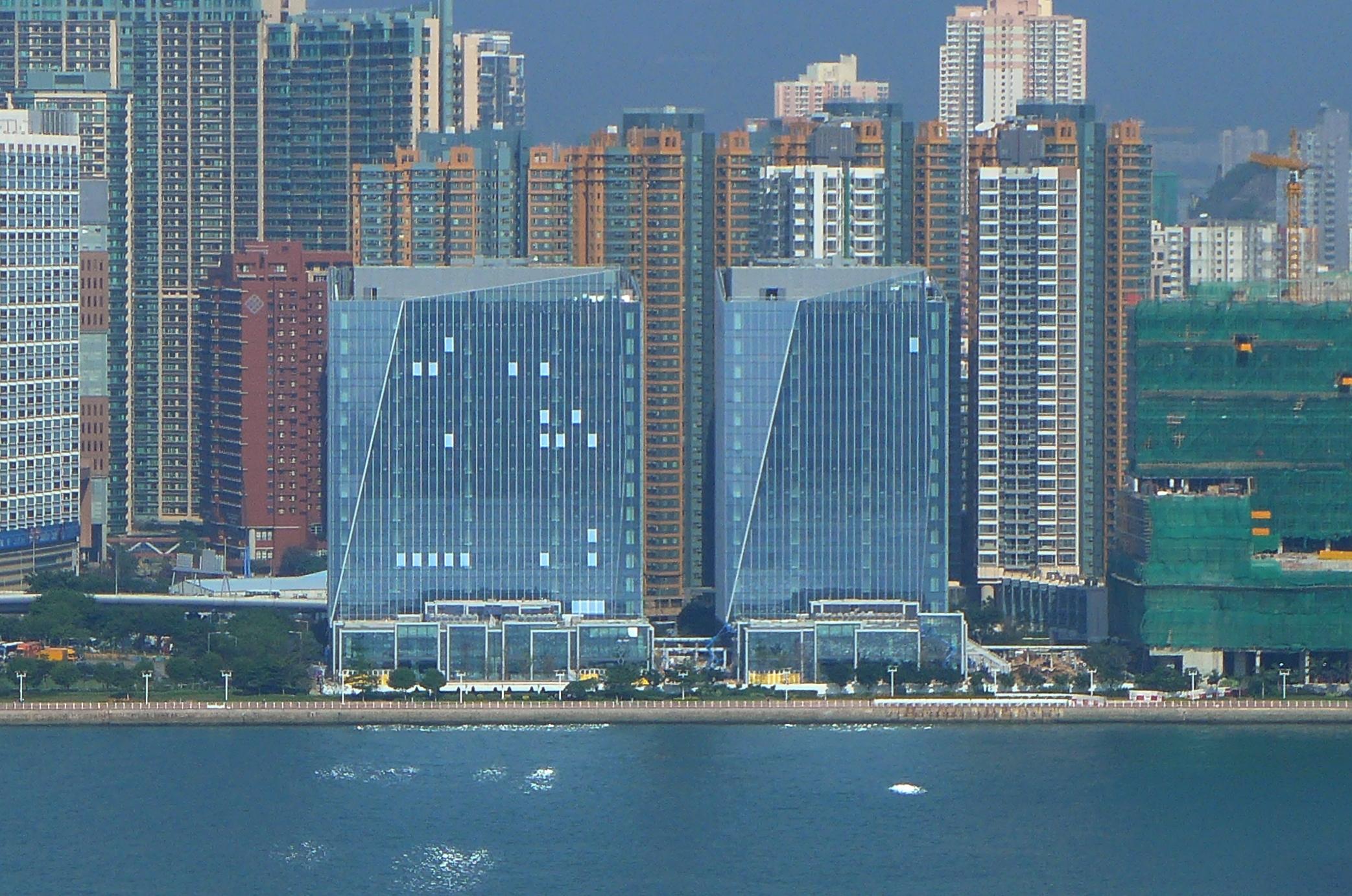
2015年12月

## 交通
港鐵
- █  東鐵綫、 █  屯馬綫：紅磡站C2出口、B1出口（沿行人天橋步行約10-15分鐘）
- █  觀塘綫：黃埔站C2出入口（步行約5-10分鐘）

渡輪
- 紅磡碼頭 - 北角碼頭
- 紅磡碼頭 - 中環碼頭